# جائزة كودانشا للمانغا
جائزة كودانشا للمانغا (باليابانية: 講談社漫画賞) هي جائزة سنوية لسلاسل المانغا التي يتم نشرها في السنة السابقة، تحت رعاية شركة النشر كودانشا. يتم منح الجائزة حالياً لثلاث فئات: مانغا الشونن، مانغا شوجو والفئة العامة. بدأت الجائزة في سنة 1977 وكانت لفئة الشونن والشوجو فقط. وفي عام 1982 اضيفت الفئة العامة. وعام 2003 اضيفت فئة مانغا الأطفال، وفي عام 2015 دمجت فئة الأطفال مع الشونن والشوجو. والجوائز للمانغات الفائزة عبارة عن شهادة وتمثال من البرونز وكذلك مليون ين.

## الفائزون
| السنة | مانغا الأطفال                                                  | مانغا الشونن                                                        | مانغا شوجو                                                                | الفئة العامة                                                                                    |
| ----- | -------------------------------------------------------------- | ------------------------------------------------------------------- | ------------------------------------------------------------------------- | ----------------------------------------------------------------------------------------------- |
| 1977  | —                                                              | بلاك جاك أوسامو تيزوكا The Three-Eyed One أوسامو تيزوكا             | هايكارا-سان غا توري واكي ياماتو كاندي كاندي كيوكو ميزوكي، يوميكو إيغاراشي | —                                                                                               |
| 2009  | Meitantei Yumemizu Kiyoshirō Jiken Note كاوري هايامين، كي اينو | Q.E.D. موتوهيرو كاوي فايري تايل هيرو ماشيما                         | Kiyoku Yawaku ريو إيكويمي                                                 | Oh My Goddess! كوسكي فوجيشيما                                                                   |
| 2010  | أبطال الكرة تينيا يابونو                                       | إيس أوف دايموند يوجي تيراجيما                                       | أميرة القناديل اكيكو هيغاشمورا                                            | Giant Killing ماسايا تسوناموتو                                                                  |
| 2011  | Honto Ni Atta! Reibai Sensei هيدكتشي ماتسوموتو                 | هجوم العمالقة هاجيمي إيساياما                                       | تشيهايافورو يوكي سويتسوغو                                                 | أسد آذار تشيكا أومينو إخوة الفضاء تشويا كوياما                                                  |
| 2012  | Watashi ni xx Shinasai! ايما توياما                            | Mashiro no Oto ماريمو راغاوا                                        | Shitsuren Chocolatier سيتونا ميزوشيرو                                     | فينلاند ساغا ماكوتو يوكيمورا                                                                    |
| 2013  | Animal Land ماكوتو رايكو                                       | كذبتك في أبريل ناوشي اراكاوا                                        | قصة حبي!! كازوني كاواهارا، آروكو                                          | Gurazeni يوجي موريتاكا، كيجي اداتشي بريزون سكول اكيرا هيراموتو                                  |
| 2014  | يوكاي واتش نوريوكي كونيشي                                      | Baby Steps هيكارو كاتسوكي                                           | Taiyō no Ie تامي                                                          | Showa Genroku Rakugo Shinju هاروكو كوموتا                                                       |
| 2015  | —                                                              | الخطايا السبع المميتة ناكابا سوزوكي Yowamushi Pedal واتارو واتانابي | Nigeru wa Haji da ga Yaku ni Tatsu تسونامي اومينو                         | Knights of Sidonia تسوتومي نيهي                                                                 |
| 2016  | —                                                              | DAYS تسويوشي ياسودا                                                 | Watashi ga Motete Dōsunda جونكو                                           | Kōnodori يو سوزونوكي                                                                            |
| 2017  | —                                                              | بلاد الطير كوتونو كاتو                                              | P to JK ماكي ميوشي                                                        | The Fable كاتسوهيسا                                                                             |
| 2018  | —                                                              | BEASTARS بارو ايتاغاكي                                              | Tomei na Yurikago باكا أوكيتا                                             | Sanju Mariko يوكي أوزاوا Fragile – Byorii Kishi Keiichiro no Shoken سابورو ميغومي، بين كوساميزو |
| 2019  | —                                                              | Gotōbun no Hanayome نيجي هاروبا Fumetsu no Anata e يوشيتوكي أويما   | Perfect World ري أروجا                                                    | Kinō Nani Tabeta? فومي يوشيناغا                                                                 |
| 2020  | —                                                              | Tokyo Revengers كين واكيوي                                          | Boku to Kimi no Taisetsu na Hanashi روبيكو                                | The Blue Period تسوباسا ياماغوشي                                                                |

## وصلات خارجية
- الموقع الرسمي